# Пихна
Пихна (рум. Pâhna) — село у повіті Васлуй в Румунії. Входить до складу комуни Олтенешть.
Село розташоване на відстані 273 км на північний схід від Бухареста, 14 км на південний схід від Васлуя, 70 км на південь від Ясс, 126 км на північ від Галаца.

## Населення
За даними перепису населення 2002 року у селі проживали 195 осіб, усі — румуни. Усі жителі села рідною мовою назвали румунську.